# エジダ・ジョルダーニ・サルトリ
エジダ・ジョルダーニ・サルトリ（Egida Giordani Sartori, 1910年9月14日 - 1999年7月30日）は、イタリアのチェンバロ奏者。
フェルトレの出身。母親の手ほどきで3歳からピアノをはじめ、4歳でヴィットーリオ・エマヌエーレ3世の御前で演奏を行った。5歳の時にはヴェネチアのベネデット・マルチェロ音楽院の入学を許可され、ピアノを専攻。そこでニーノ・サンツォーニョと知り合い、デュオを結成して好評を博した。第二次世界大戦がはじまると演奏活動が制限されたが、その間にチェンバロを知り、サンタ・チェチーリア音楽院のフェルッチョ・ヴィニャネッリにチェンバロ奏法を学んだ。その後、プラハでリサイタルを開いてチェンバロ奏者に転向した。また、トリオ・アンティコ、ムジコルム・アルカディア、ヴェネツィア器楽合奏団などのアンサンブルを結成し、チェンバロと他楽器の合奏に熱心に取り組んだ。
音楽学者として、バルダッサーレ・ガルッピの作品の発掘および紹介を積極的に行い、18世紀イタリアの音楽研究に一石を投じた。教育者としては1955年から1963年まで聖チェチーリア音楽院、1958年から1970年までミラノのジュゼッペ・ヴェルディ音楽院、1970年から1973年までベネデット・マルチェロ音楽院でそれぞれハープシコードの講座を担当し、1974年から1980年に退任するまでジュゼッペ・ヴェルディ音楽院に戻って教鞭を執った。1978年からは古楽のための講座を開講し、1996年に体調不良で引退するまで講座に関わり続けた。
ローマにて没。

## 註
1. ↑  “Egida Sartori - Fondazione Giorgio Cini Onlus”. 2020年2月18日時点のオリジナルよりアーカイブ。2020年2月18日閲覧。
2. 1 2  “EGIDA GIORDANI SARTORI - Harpsichordist”. 2014年10月25日時点のオリジナルよりアーカイブ。2014年10月25日閲覧。
3. ↑  エジダ・ジョルダーニ・サルトリ - Discogs（英語）
4. ↑  “Fondazione Artistica”. 2014年10月25日時点のオリジナルよりアーカイブ。2014年10月25日閲覧。

| スタブアイコン | サブスタブ | この項目は、まだ閲覧者の調べものの参照としては役立たない、人物に関連した書きかけの項目です。この項目を加筆・訂正などしてくださる協力者を求めています（P:人物伝/PJ:人物伝）。 |